# Metepeira gosoga
Metepeira gosoga là một loài nhện trong họ Araneidae.
Loài này thuộc chi Metepeira. Metepeira gosoga được Ralph Vary Chamberlin & Wilton Ivie miêu tả năm 1935.